# جوناثان كلانسي
جوناثان كلانسي (بالإنجليزية: Jonathan Clancy)‏ هو لاعب قذف أيرلندي، ولد في 12 مارس 1986 في Clarecastle ‏ في جمهورية أيرلندا.